# 第7屆金曲獎
第7屆金曲獎為行政院新聞局主辦，因主辦業務由新聞局廣播電視事業處移轉至出版事業處，本屆報名時間由1995年7月延至12月，頒獎典禮也延至1996年舉行。 本屆金曲獎共頒18獎項，總計989件作品報名，於1996年4月27日公布入圍名單，頒獎典禮於6月8日在台北國父紀念館舉行。

## 頒獎典禮
頒獎典禮於6月8日晚間7點在台北國父紀念館舉行，華視晚間9點50分轉播典禮實況。 典禮開場由本屆主持人蔡琴、鍾鎮濤與頂尖拍檔合作表演。其他表演節目包括：陳昇與新寶島康樂隊的現場演唱；蘇芮與藝術家合唱團的人聲伴奏演出；孫淑媚、伍佰與China Blue表演走唱與酒吧的音樂組曲；費玉清與華視大樂隊表演特別獎得主鄧麗君的歌曲。

## 入圍暨得獎名單
以 表示得獎者。

## 外部連結
- 第7屆金曲獎入圍名單 Archive.today的存檔，存档日期2018-11-24，文化部影視及流行音樂產業局.1996-01-06
- 第7屆金曲獎得獎名單 Archive.today的存檔，存档日期2018-11-24，文化部影視及流行音樂產業局.1996-01-06